# Női trambulin a 2008. évi nyári olimpiai játékokon
A 2008. évi nyári olimpiai játékokon a torna női trambulin versenyszámának selejtezőjét augusztus 16-án míg döntőjét augusztus 18-án rendezték.

## Eredmények
Az eredmények pontban értendők. A rövidítések jelentése a következő:
- Q: továbbjutás helyezés alapján
- R: tartalék versenyző

### Selejtező
A selejtező első nyolc helyezettje jutott a döntőbe.
| H   | Név                      | Nemzet                 | K     | Sz    | B | Össz  | Mj |
| --- | ------------------------ | ---------------------- | ----- | ----- | - | ----- | -- |
| 1.  | Ho Ven-na                | Kína (CHN)             | 30,10 | 37,10 |   | 67,20 | Q  |
| 2.  | Irina Karavajeva         | Oroszország (RUS)      | 29,70 | 36,70 |   | 66,40 | Q  |
| 3.  | Rosannagh MacLennan      | Kanada (CAN)           | 29,90 | 36,10 |   | 66,00 | Q  |
| 4.  | Karen Cockburn           | Kanada (CAN)           | 28,60 | 37,00 |   | 65,60 | Q  |
| 5.  | Luba Golovina            | Grúzia (GEO)           | 28,70 | 36,20 |   | 64,90 | Q  |
| 6.  | Olena Movcsan            | Ukrajna (UKR)          | 28,10 | 36,70 |   | 64,80 | Q  |
| 7.  | Anna Dogonadze-Lilkendey | Németország (GER)      | 29,70 | 34,60 |   | 64,30 | Q  |
| 8.  | Yekaterina Xilko         | Üzbegisztán (UZB)      | 29,10 | 34,80 |   | 63,90 | Q  |
| 9.  | Taccjana Pjatrenya       | Fehéroroszország (BLR) | 28,60 | 35,20 |   | 63,80 | R  |
| 10. | Claire Wright            | Nagy-Britannia (GBR)   | 29,10 | 34,00 |   | 63,10 | R  |
| 11. | Natalja Csernova         | Oroszország (RUS)      | 29,00 | 34,00 |   | 63,00 |    |
| 12. | Hirota Haruka            | Japán (JPN)            | 28,50 | 34,10 |   | 62,60 |    |
| 13. | Erin Blanchard           | Egyesült Államok (USA) | 27,10 | 33,80 |   | 60,90 |    |
| 14. | Huang San-san            | Kína (CHN)             | 30,00 | 29,00 |   | 59,00 |    |
| 15. | Lenka Popkin             | Csehország (CZE)       | 25,80 | 31,80 |   | 57,60 |    |
| 16. | Ana Rente                | Portugália (POR)       | 27,10 | 4,50  |   | 31,60 |    |

### Döntő
| H     | Név                      | Nemzet            | Részeredmény | Részeredmény | Részeredmény | Részeredmény | Részeredmény | N    | B | Össz  | Mj |
| H     | Név                      | Nemzet            | J1           | J2           | J3           | J4           | J5           | N    | B | Össz  | Mj |
| ----- | ------------------------ | ----------------- | ------------ | ------------ | ------------ | ------------ | ------------ | ---- | - | ----- | -- |
| Arany | Ho Ven-na                | Kína (CHN)        | 7,8          | 7,6          | 7,8          | 7,9          | 7,7          | 14,5 |   | 37,80 |    |
| Ezüst | Karen Cockburn           | Kanada (CAN)      | 7,5          | 7,3          | 7,6          | 7,5          | 7,6          | 14,4 |   | 37,00 |    |
| Bronz | Yekaterina Xilko         | Üzbegisztán (UZB) | 7,5          | 7,6          | 7,4          | 7,5          | 7,5          | 14,4 |   | 36,90 |    |
| 4.    | Olena Movcsan            | Ukrajna (UKR)     | 7,7          | 7,6          | 7,7          | 7,3          | 7,4          | 13,9 |   | 36,60 |    |
| 5.    | Irina Karavajeva         | Oroszország (RUS) | 7,1          | 7,1          | 7,2          | 7,2          | 7,4          | 14,7 |   | 36,20 |    |
| 6.    | Luba Golovina            | Grúzia (GEO)      | 7,4          | 7,5          | 7,7          | 7,6          | 7,7          | 13,3 |   | 36,10 |    |
| 7.    | Rosannagh MacLennan      | Kanada (CAN)      | 7,0          | 6,7          | 6,8          | 7,3          | 7,3          | 14,4 |   | 35,50 |    |
| 8.    | Anna Dogonadze-Lilkendey | Németország (GER) | 3,6          | 3,5          | 3,6          | 4,0          | 3,5          | 8,2  |   | 18,90 |    |